# Sphagnum subbalticum
Sphagnum subbalticum är en bladmossart som beskrevs av Warnstorf 1908. Sphagnum subbalticum ingår i släktet vitmossor, och familjen Sphagnaceae. Inga underarter finns listade i Catalogue of Life.